# Fantastic (revistă)

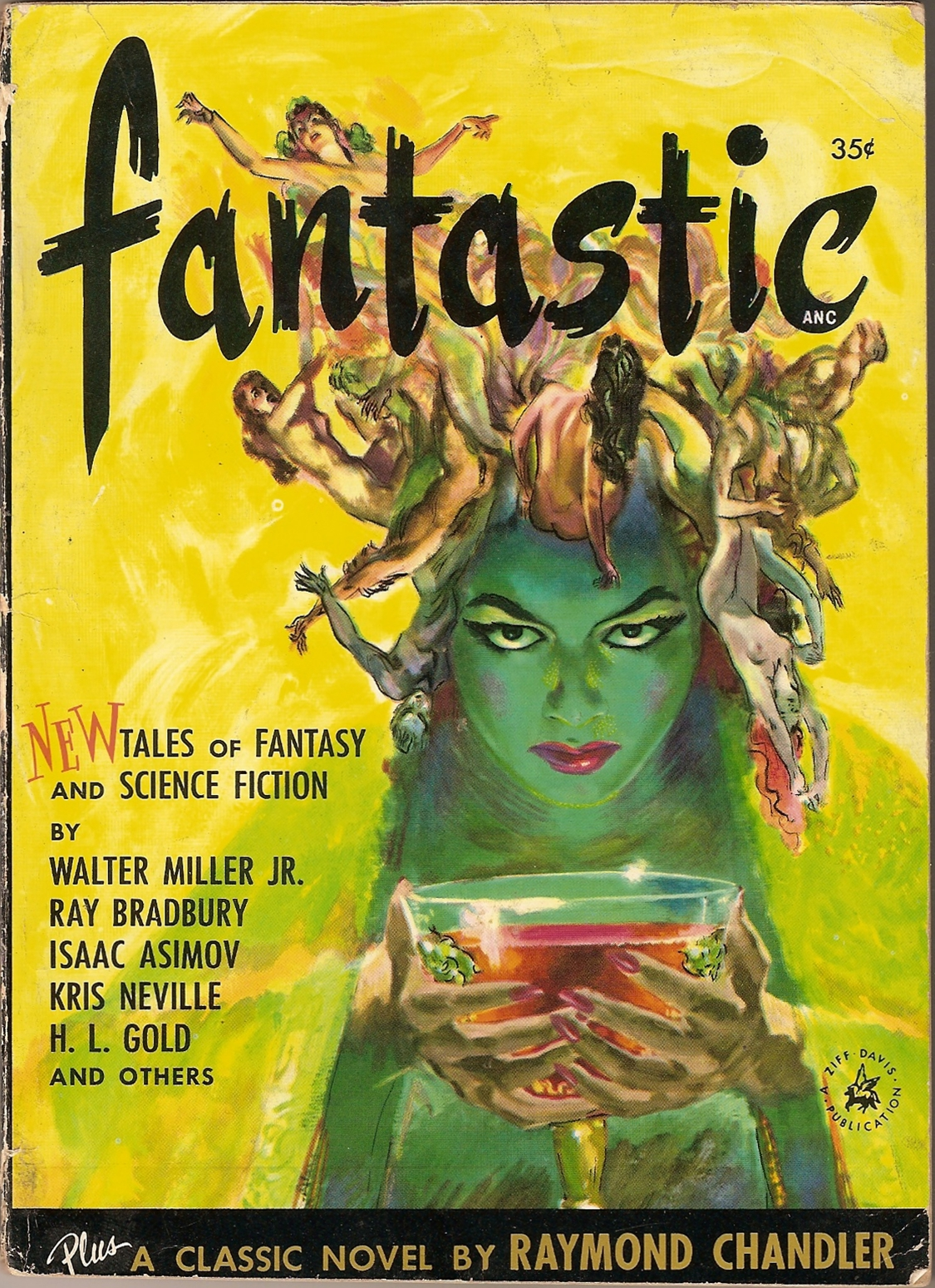
Primul număr din vara anului 1952

Fantastic a fost o revistă americană de fantasy și science fiction care a fost lansată în 1952 de Ziff Davis. Ultimul număr a apărut în 1980. A fost fondată ca însoțitor de literatură de fantezie a revistei Amazing Stories. Vânzările timpurii au fost bune, iar compania a decis repede să înceteze publicarea celeilalte reviste de ficțiune fantastică, Fantastic Adventures. În câțiva ani, vânzările au scăzut, iar Howard Browne, editorul, a fost forțat să pună accentul pe science fiction mai degrabă decât pe fantasy. În consecință, Browne și-a pierdut interesul pentru revistă și, în general, revista a difuzat ficțiuni de slabă calitate la mijlocul anilor 1950, sub conducerea lui Browne și a succesorului său, Paul W. Fairman.
La sfârșitul anilor 1950, Cele Goldsmith Lalli a preluat funcția de redactor atât pentru Fantastic , cât și pentru Amazing Stories și a revigorat rapid revistele, aducând mulți scriitori noi și făcându-le, în cuvintele unui istoric de ficțiune, „cele mai arătoase și cele mai strălucitoare reviste din domeniu."  Goldsmith a contribuit la dezvoltarea carierei timpurii a unor scriitori precum Roger Zelazny și Ursula K. Le Guin, dar nu a reușit să crească tirajul, iar în 1965 revistele au fost vândute lui Sol Cohen, care l-a angajat pe Joseph Wrzos ca editor și a trecut la o politica de republicări. Acest lucru a adus succes financiar, dar l-a adus pe Cohen în conflict cu nou-formații scriitori de ficțiune din America. După o perioadă turbulentă la sfârșitul anilor 1960, Ted White a devenit editor și reeditările au fost eliminate treptat.
White a muncit din greu pentru ca revista să aibă succes, introducând lucrări de artă de la artiști care și-au făcut un renume în benzi desenate și colaborând cu noi autori precum Gordon Eklund. Bugetul său pentru ficțiune era redus, dar ocazional găsea povești bune ale unor scriitori cunoscuți, care fuseseră respinși pe alte piețe. Tirajul a continuat să scadă, însă, în 1978, Cohen și-a vândut jumătatea din afaceri partenerului său, Arthur Bernhard. White a demisionat la scurt timp după aceea și a fost înlocuit de Elinor Mavor, dar în doi ani Bernhard a decis să închidă Fantastic, combinând-o cu Amazing Stories, care s-a bucurat întotdeauna de un tiraj puțin mai mare.

## Cuprins
Primul număr a conținut povestirile:
- „Six and Ten Are Johnny” - nuveletă de Walter M. Miller, Jr.
- „For Heaven's Sake” - povestire de Sam Martinez
- „Someday They'll Give Us Guns” - povestire de Paul W. Fairman
- „Full Circle” - povestire de H. B. Hickey
- „The Runaway” - povestire de Louise Lee Outlaw
- „The Opal Necklace” - povestire de Kris Neville
- „The Smile” - povestire de Ray Bradbury
- „And Three to Get Ready...” - povestire de H. L. Gold
- „What If” - povestire de Isaac Asimov
- „Professor Bingo's Snuff” - nuvelă de Raymond Chandler (pe copertă apare ca un roman clasic)